# South Allington
South Allington – przysiółek w Anglii, w Devon, w dystrykcie South Hams, w civil parish Chivelstone. South Allington jest wspomniana w Domesday Book (1086) jako Alintone/Alintona